# Monts Tucson
Les monts Tucson, en anglais Tucson Mountains, sont un massif montagneux situé à l'ouest de la ville de Tucson, dans le comté de Pima, au sud de l'Arizona, aux États-Unis. Il s'agit de l'un des cinq massifs qui dominent la vallée de Tucson. Les autres massifs se nomment monts Santa Catalina, monts Santa Rita, monts Rincon et monts Tortolita. Une grande partie du massif est protégée au sein du parc national de Saguaro.
Le massif fait environ 10 km de large sur 30 km de long. Le pic Wasson, avec ses 1 428 m, est le point culminant du massif.

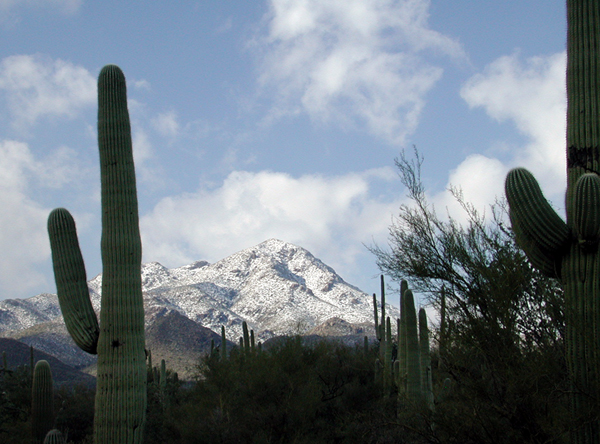
Vue du pic Wasson, point culminant du massif.